# Doroteea Bărbieru
Doroteea Bărbieru (n. 13 aprilie 1909, Matca, Tecuci, Galați - 26 mai 2012, București) a fost o călugăriță de la Mănăstirea Pasărea.
Născută în anul 1909 în comuna gălățeană Matca, a cunoscut de timpuriu vitregiile vieții, rămânând orfană la vârsta de opt ani. Din această familie greu încercată în timpul Primului Război Mondial, patru din șase frați au devenit monahi: arhim. Nifon Bărbieru, fost slujitor la Mănăstirea Pasărea și stareț la Mănăstirea Cernica (1974-1981), decedat în aprilie 1990; protosinghelul Pimen Bărbieru, fost stareț la mănăstirile Cetățuia-Muscel și Negru Vodă (arestat într-o noapte, în timpul comunismului, a îndurat 16 ani de detenție grea, a decedat în noiembrie 1982); ieromonahul Dorotei Bărbieru, viețuitor la Mănăstirea Cetățuia-Argeș (d. 1974), și monahia Doroteea Bărbieru.
Cei trei frați au îndemnat-o pe sora lor Doroteea să-I slujească lui Dumnezeu, încredințând-o stareței Mănăstirii Pasărea, Filofteia Constantinescu, și monahiei Arsenia Demetriade, pentru anii de noviciat. A cunoscut toate ascultările mănăstirești până în anul 1936, când, împreună cu alte surori din câteva mănăstiri, au fost trimise la Școala de caritate "Crucea Roșie". Un an mai târziu (1937), însuși patriarhul României, Miron Cristea, a venit la Pasărea și a săvârșit tunderea în monahism a 27 de viețuitoare, care urmau să se specializeze pentru îngrijirea bolnavilor, spunând că "nimeni nu este mai potrivit pentru a îngriji suferinzii decât monahiile, pentru că ele văd în omul bolnav pe Hristos și toate le fac pentru El".
În anul 1938, monahia Doroteea a finalizat cursurile Școlii de caritate și a rămas să lucreze la Spitalul Militar încă doi ani. În anul 1940 se reîntoarce în mănăstire pentru a o îngriji pe povățuitoarea sa, monahia Arsenia Demetriade, care era bătrână și foarte bolnavă. A lucrat la atelierele mănăstirești mulți ani și a acordat, cu multă pricepere, asistență medicală în mănăstire și în satele din jurul acesteia.
În anii grei ai celui de-al Doilea Război Mondial, ea a înțeles și arătat că monahul este dator să ajute pe cei suferinzi. De aceea, ca soră de caritate, împreună cu alte viețuitoare ale chinoviei sale, a ajutat mulți oameni care au fost răniți pe front. În Mănăstirea Pasărea, locul unde a viețuit și cuvioasa Filoteea, mama Sfântului Ierarh Calinic de la Cernica, monahia Doroteea a reușit să împlinească chemarea ei monahală și să devină un model de slujire, făcându-se tuturor pildă prin ascultare, smerenie, rugăciune, înțelepciune și ajutorare a celor aflați în suferință.

## Scrieri
- Dumnezeul meu, editura Arhivei Culturale Române, București 2000.
- Convorbire cu Maica Doroteea Bărbieru, în volumul „Dependența de Cer”, de Fabian Anton.

## Legături externe
- Interviu cu Maica Doreoteea Bărbieru
- Maica Doroteea Bărbieru - Articole, predici și conferințe